# Cosoltepec
Cosoltepec è un comune del Messico, situato nello stato di Oaxaca.